# امپراتوری دریایی

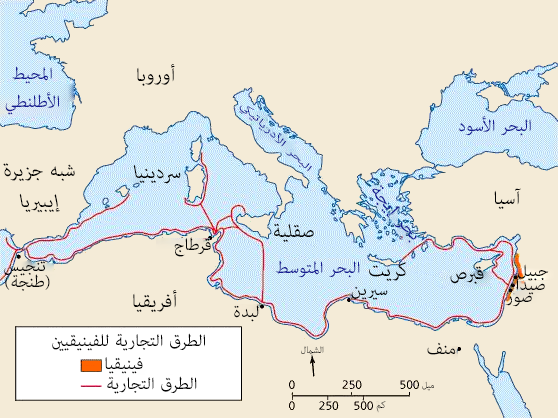
نقشه راه های تجاری فنیقیه در مدیترانه. شهرهای شمال آفریقا و جنوب اروپا نشان دهنده وسعت نفوذ فنیقیه از مرکز آنها در شمال فلسطین است. تمدن فنیقی بین 1500 تا 300 قبل از میلاد در سراسر دریای مدیترانه گسترش یافت.

امپراتوری دریایی یا تالاسوکراسی به نوعی از امپراتوری گفته می‌شود که قلمرو آن عمدتاً از نواحی ساحلی و تسلط بر مسیرهای دریایی بین چندین شهر ساحلی تشکیل شده است. امپراتوری‌های دریایی معمولاً بیشتر بر نواره‌های ساحلی چیرگی دارند و حتی در پایگاه اصلی و پایتخت خود هم تسلطی بر سرزمین‌های داخلی ندارند.
امپراتوری‌های دریایی در زمره قدرت‌های دریایی به‌شمار می‌آیند. اما یک قدرت دریایی همچنین ممکن است یک حکومت مسلط بر سرزمین‌های بزرگ واقع در خشکی باشد که چیرگی خود را به دریاهای دوردست نیز گسترانده است.
فنیقیه در خاورمیانه و امپراتوری سریویجایا در جنوب شرق آسیا از نمونه‌های امپراتوری‌های دریایی در تاریخ هستند.